# Fernando Solano Costa
Fernando Solano Costa (Zaragoza, 21 de mayo de 1913-1992) fue un político e historiador español.

## Biografía
Estudió en los colegios de los Jesuitas de Tudela y Zaragoza. Se licenció en Filosofía Letras por la Facultad de Zaragoza.
Promovió la creación y fundación en Zaragoza de la Delegación de Educación y Cultura de Falange Española Tradicionalista y de las JONS.
En la posguerra participó en la puesta en marcha de los colegios mayores universitarios «Fernando el Católico», «Pedro Cerbuna» y «Santa Isabel», siendo nombrado director de los dos primeros, fundidos, en 1940.
Catedrático de Historia de España Moderna y Contemporánea y de Historia de América en la Facultad de Filosofía y Letras de Zaragoza, puesto que obtuvo por oposición celebrada en 1950. Se consideraba discípulo de Andrés Giménez Soler y Jaime Vicens Vives, de quienes fue profesor adjunto.
Como vicepresidente de la Diputación Provincial de Zaragoza —cuya presidencia ejercería entre 1949 y 1953— promovió la fundación de la Institución "Fernando el Católico", de la que fue director hasta 1977, dedicándose a la recuperación de los Congresos de Historia de la Corona de Aragón y a la creación del Colegio de Aragón. Colaboró con el Ministerio de Información y Turismo como censor de libros en 1968.
Desde 1955 a 1975 ocupó el Vicedecanato de la Facultad de Filosofía y Letras de la Universidad de Zaragoza, con los decanos José María Lacarra y Antonio Beltrán. También fue director del Secretariado de Publicaciones y de la revista Universidad.
Fue también comisario de Protección Escolar y académico de la Real Academia de San Luis desde 1963.
| Predecesor: Laureano Labarta Ubieto     | Presidente de la Diputación Provincial de Zaragoza 06 de mayo de 1946-20 de julio de 1946   | Sucesor: José María García Belenguer |
| Predecesor: José María García Belenguer | Presidente de la Diputación Provincial de Zaragoza 07 de febrero de 1949-27 de mayo de 1953 | Sucesor: Francisco Caballero Ibáñez  |